# Одељење медицинских наука САНУ
Одељење медицинских наука САНУ једна је од организационих јединица Српске академије наука и уметности, чија се научна делатност одвија у оквиру различитих области медицинских наука.

## Историјат
Први лекари који су бирани у састав Српског ученог друштва (1864-1892) били су распоређени унутар различитих одељења, те су тако, хронолошким редом, изабрани: Јован Валента (наименован 29. јула 1864. године, члан Одсека за науке природословне и математичке), Јосиф Панчић (наименован 29. јула 1864. године, члан Одсека за науке природословне и математичке), Милан Јовановић Морски (изабран 6. фебруара 1869. године, члан Одсека јестаственичког и математичарског и члан Одсека уменичког), Владан Ђорђевић (изабран 6. фебруара 1869. године, члан Одбора за науке јестаственичке и математичке и Одбора филозофског и филолошког), Лаза К. Лазаревић (изабран 27. фебруара 1883. године, члан Одбора за науке јестаственичке и математичке и Одбора за ширење наука и књижевности у народ).
Први чланови Српске краљевске академије изабрани су 5. априла 1887. године. За њеног председника је указом постављен Јосиф Панчић. Владан Ђорђевић је, са других седам чланова Српског ученог друштва, иазбран међу академике. Десетог фебруара 1892. године, на основу Закона о Академији, чланови Српског ученог друштва постали су почасни чланови Српске краљевске академије (1886-1947), након чега настављају са својим истраживањима, док се Одељење мединцинских наука формира 1947. године у оквиру Српске академије наука. Рад лекара чланова Српске краљевске академије углавном се одвијао у оквиру природних наука, те се базичним испитивањима у домену опште биологије бавио Живојин Ђорђевић (члан од 1906. године), физиологијом Иван Ђаја (члан од 1922. године) и Рихард Буријан (члан од 1926. године), општом патолошком анатомијом и патологијом тумора Ђорђе Јовановић (члан од 1926. године) и Ксенофон Шаковић (члан од 1940. године).

### Институти
- Институт за изучавање исхране народа (основан 10. јуна 1947. године; управник је тада био академик Стефан Галинео, док се у Годишњаку САНУ за 1952. годину као управник тог Института наводи академик Чедомир Симић);
- Институт за паразитологију (основан 31. маја 1947. године, управник је био академик Чедомир Симић);
- Институт за физиологију (основан 31. маја 1947. године, управник је био академик Ксенофон Шаховић);
- Институт за медицинска истраживања (основан 1. јануара 1954. године, управник је био академик Чедомир Симић); У свом саставу имао је: Одељење за екпрерименталну и клиничку патологију (управник: академик Војислав Арновљевић), Одељење за паразитологију и микробиологију (управник: Чедомир Симић), Одељење за медицину рада (управник: академик Илија Ђуричић), Одељење за изучавање исхране народа (управник: дописни члан Душан Борић). Поред наведених, при Институту фунцкионисала је и Секција за историју медицине, ветерине и фармације, а при Одељењу медицинских наука и Одбор за терминологију. У Годишњаку за 1959. годину, наводи се као управник Института за медицинска истраживања академик Коста Тодоровић, који је именован на ту функцију 1958. године, док су управници одељења били исти као и приликом оснивања Института 1954. године. У Годишњаку за 1960. годину појављује се Радиоизотопска лабораторија у саставу Одељења за експерименталну и клиничку патологију, као и конституисање Савета Института 26. новембра 1958. године, који чини седам чланова (четири члана које је именовала САНУ, два члана које је изабрао научно-стручни колектив Института и управник Института по свом положају).

Од оснивања Одељења 1947. године, секретари одељења су, хронолошким редом, били: академик Коста Тодоровић (1948-1972), академик Војислав Арновљевић (1972-1975), академик Војислав Даниловић (1975-1981), академик Борислав Божовић (1981-1987), академик Владимир Кањух (1988-1996), академик Иван Спужић (1997-2003), академик Златибор Петровић (2003-2009), академик Веселинка Шушић (2009-2015) и академик Драган Мицић (2015–).
У монографији издатој поводом прославе стогодишњице Академије 1986. године, наведено је да се на Одељењу медицинских наука радило на пет макропројеката:
1. Специфична преосетљивост организма (руководилац: академик Борислав Божовић),
2. Ендемска нефропатија (руководилац: академик Сава Петковић),
3. Наследни чиниоци и цитогенетика у малигним хемопатијама (леукемијама) (руководилац: академик Станоје Стефановић),
4. Урођене и стечене срчане мане (руководилац: академик Владимир Кањух)
5. Коронарна болест (руководилац: Владимир Кањух)

На старању тог одељења били су међуакадемијски одбори:
1. Међуакадемијски одбор за кардиоваскуларну патологију (председник: академик Владимир Кањух)
2. Међуакадемијски одбор за ендемску нефропатију (председник: академик Сава Петковић)
3. Међуакадемијски одбор за специфичну преосетљивост организма (председник: Борислав Божовић)

Године 2016. у Одељењу медицинских наука одвијају се следећи пројекти: Патолошка морфологија и морфолошко-клиничке корелације у кариоваскуларним болестима (укључујући и историјске аспекте; руководилац: академик Владимир Кањух); Експериментална и клиничка истраживања биолошки активних супстанци (конвулзанти, антиконвулзанти, пептид спавања и његови аналози) на ексцитабилност централног нервног система (руководилац: академик Веселинка Шушић); Експресија неопластичног програма ћелије (руководилац: академик Зоран Ковачевић); Акутни коронарни синдром (истраживање вулнерабилности плака, крви, миокарда): оптимално лечење и одређивање прогностичких фактора (руководилац: академик Миодраг Остојић); Генетичка основа дегенеративних болести централног нервног система (руководилац: академик Владимир Костић); Остраживање молекуларних механизама програмиране смрти ћелија (руководилац: академик Миодраг Чолић); Контролни ендокринолошки механизми у регулацији телесне тежине у гојазних особа (руководилац: академик Драган Мицић); Скрининг карцинома простате (руководилац: академик Јован Хаџи-Ђокић); Инсулинска резистенција: упоредна анализа улоге у настанку и развоју дијабетеса, атеросклерозне васкуларне болести и неуродегенеративних обољења (руководилац: академик Небојша Лалић); Историја српске медицине (руководилац: академик Радоје Чоловић); Фетоплацентни развој у трундоћа насталих асистираном репродукцијом (руководилац: академик Небојша Радуновић); Електронска анализа текстуре плака у превенцији и лечењу рестенозе након кариотидне ендартеректомије (руководилац: академик Ђорђе Радак); Коморбидитет депресије и дијабетеса – међународно испитивање клиничких манифестација и клиничких путева (руководилац: академик Душица Лечић Тошевски, коруководилац: академик Небојша Лалић); Значај антирефлуксне хируршке процедуре након ендоскопске радиофреквентне аблационе технологије у лечењу болесника са Беретовим једњаком (руководилац: академик Предраг Пешко); Оптимизирање (индивидуализација) лечења карцинома ректума коришћенем предикативних молекуларно-генских биомаркера (руководилац: дописни члан Зоран Кривокапић); Дефинисање оптималних биомеханичких услова за стварање коштаног ткива при корекцији деформитета екстремитета и конструкција хируршког коректинвог уређаја (руководилац: дописни члан Милорад Митковић); Срчана инсуфицијенција: унапређење превенције, дијагностике, лечења и рехабилитације (риководилац: дописни члан Петар М. Сеферовић).
У оквиру академијског Одбора за биомедицину истраживања одвијали су се следећи пројекти: Хомеостатски механизми и регулациони системи понашања (руководилац: академик Љубиша Ракић); Биомедицинска истраживања у стоматологији (руководилац: академик Војислав Лековић).

## Научна делатност
Научна делатност чланова Одељења медицинских наука одвија се у различитим областима медицинских наука: неуролошке науке, биохемија, кардиологија, кардиопатологија, гломерулопатије, неурофизиологија (ексцитабилност, конвулзије), неурологија, хистологија, урологија, ендокринологија, имунологија, хирургија, нефрологија, стоматологија, васкуларна хирургија и ангиологија, хумана репродукција, психијатрија.

## Одбори
Истраживања Одељења медицинских наука одвијају се у оквиру Академијиних одбора за биомедицинска истраживања и за проблеме јавног здравља, одељенских одбора за мултидисциплинарна истраживања шећерне болести, ендокринологију и утицај природних фактора, туморе урогениталног тракта, кардиоваскуларну патологију, сомнологију, хуману репродукцију, као и 16 индивидуалних пројеката из већине медицинских области и дисциплина.